# Shumpei Naruse
Shumpei Naruse (jap. 成瀬 竣平, Naruse Shunpei; * 17. Januar 2001 in Seto, Präfektur Aichi) ist ein japanischer Fußballspieler. 

## Karriere

### Verein
Shumpei Naruse erlernte das Fußballspielen in der Jugendmannschaft von Nagoya Grampus. Der Club aus Nagoya, einer Hafenstadt in der japanischen Präfektur Aichi auf Honshū, spielte in der höchsten Liga des Landes, der J1 League. Als Jugendspieler kam er 2018 zu seinem Debüt in der ersten Liga und unterschrieb dort kurze Zeit später seinen ersten Profivertrag. 2021 gab Naruse erst sein Debüt in der AFC Champions League und stand später mit Nagoya im Finale des japanischen Pokals, welches man gegen Cerezo Osaka mit 2:0 gewann. Für die Saison 2022 wurde er dann an den Zweitligisten Fagiano Okayama verliehen. Für Fagiano bestritt er 32 Zweitligaspiele. Am 1. Februar 2023 wechselte er ebenfalls auf Leihbasis zu dem in der zweiten Liga spielenden Montedio Yamagata. Dort bestritt er 15 Liga- sowie ein Pokalspiel. Nach vier Monaten wurde er Ende Mai 2023 für den Rest der Saison 2023 an den Zweitligisten Mito Hollyhock ausgeliehen. Für den Verein aus Mito bestritt er 15 Ligaspiele. Nach der Ausleihe kehrte er Ende Januar 2024 zu Nagoya Grampus zurück. Im April 2024 lieh ihn der Zweitligist V-Varen Nagasaki aus. Hier bestritt er ein Ligaspiel. Nach Vertragsende bei Nagoya wechselte er im Februar 2025 zum Erstligisten Kashiwa Reysol.

### Nationalmannschaft
Im April 2017 absolvierte der Außenverteidiger eine Partie für die japanische U-16-Auswahl gegen die USA (3:2). Am 22. März 2022 debütierte Naruse dann in einem Testspiel für die U-20-Nationalmannschaft. Beim 1:0-Sieg über Kroatien stand er in der Startelf und wurde in der 87. Minute für Hijiri Katō ausgewechselt.

## Erfolge
Nagoya Grampus
- Japanischer Pokalsieger: 2021